# Игл Страйкерс
«Игл Страйкерс» (англ. Eagle Strikers Football Club) — малавийский футбольный клуб из Мзузу. Выступал в чемпионате Малави. Домашней ареной клуба является стадион Мзузу, вмещающей 10 тысяч зрителей.

## История
Спонсором команды являлась полиция Малави и некоторое время она называлась «Нката Бэй Полис». Первое упоминание о выступлении команды относится к сезону 1997/98, когда она заняла последнее 16 место в чемпионате Малави и покинула его. В 2006 году команда выступала во втором дивизионе Малави (зона — север) и смогла получить путёвку в высший дивизион.
Участником чемпионата Малави «Игл Страйкерс» был на протяжении четырёх сезонов. По итогам сезона 2010/11 команда заняла последнее 15 место и вылетела из турнира. В 2013 году стало известно, что полиция Малави прекратила финансирование клуба. Несмотря на это, в 2014 году «Игл Страйкерс» участвовал в Кубке Карлсберга.

## Известные игроки
В данный список включены футболисты выступавшие за национальную сборную Малави.
- Люк Миланзи
- Питер Мвенда
- Люк Муява

## Главные тренеры
- Элиас Гомиль[6]
- Аудлой Маконйола[7]

## Статистика
| Сезон   | Дивизион                | Место в чемпионате | И  | В  | Н | П  | ГЗ | ГП | О  | Кубок Малави | Примечание |
| ------- | ----------------------- | ------------------ | -- | -- | - | -- | -- | -- | -- | ------------ | ---------- |
| 1997/98 | Чемпионат Малави        | 16 из 16           | 25 | 3  | 4 | 18 | 15 | 46 | 13 |              | Понижение  |
| 2005/06 | ?                       |                    |    |    |   |    |    |    |    | 1/32 финала  | [ 9 ]      |
| 2006    | Второй дивизион (север) |                    |    |    |   |    |    |    |    |              | Повышение  |
| 2007    | Чемпионат Малави        | 8 из 15            | 28 | 10 | 7 | 11 | 25 | 28 | 37 | 1/32 финала  | [ 11 ]     |
| 2008    | Чемпионат Малави        | 7 из 15            | 28 | 13 | 6 | 9  | 28 | 26 | 45 |              | [ 12 ]     |
| 2009/10 | Чемпионат Малави        | 9 и 15             | 28 | 9  | 9 | 10 | 33 | 30 | 36 | 1/8 финала   | [ 13 ]     |
| 2010/11 | Чемпионат Малави        | 15 из 15           | 28 | 4  | 4 | 20 | 23 | 61 | 16 |              | Понижение  |